# VOYO
VOYO je slovenská pretočna storitev v lasti Central European Media Enterprises (CME). Ustanovljena leta 2011 in deluje tudi v Bolgariji, na Hrvaškem, v Romuniji, Srbiji in na Slovaškem. Storitev ima široko paleto video vsebin, od filmov do serij, digitalnih oddaj ali dogodkov, ki se predvajajo izključno na spletu. 

## Voyo Originali
- Alfa Mikić
- Gospod profesor
- Hiša ljubezni
- Ja, Chef!
- Lajf je tekma
- Lp, Lena
- Skečoholiki
- Telenovela: Patriot TV
- Telenovela: Superk***e
- Truplo
- V dvoje
- Vse punce mojga brata
- Za hribom